# Oana Gregory
Oana Gregory (nascida Oana Andreea Grigoruț;  pronúncia romena: [ˈo̯ana anˈdreja ɡriɡoˈrut͡s] 9 de janeiro de 1996) é uma atriz romeno-americana. Residente dos Estados Unidos desde outubro de 2002, Gregory tornou-se conhecida internacionalmente por papéis em produções da Disney como Kickin' It, Lab Rats e Crash & Bernstein. Ela é a primeira romena a trabalhar para a The Walt Disney Company.

## Primeiros anos
Oana Gregory nasceu, filha de Dumitru e Mariana Grigoruț, em Negrești-Oaș, uma pequena cidade no noroeste da Romênia. Quando ela tinha seis anos, sua família se mudou para os Estados Unidos com o pensamento de construir uma vida melhor, especialmente para Oana e seu irmão mais velho, Dorel. Oana frequentou a escola primária em Chicago.

## Carreira
Em 2006, Gregory participou de um concurso organizado pela International Models & Talent Association, uma prestigiosa organização profissional que, anualmente, na cidade de Nova Iorque e Los Angeles, organiza competições com participação internacional, para descobrir novos talentos na atuação, música ou moda. Dos mil concorrentes de países de língua inglesa, Gregory ganhou o título de "atriz do ano" nos pré-adolescentes e foi declarada a segunda colocada — "modelo do ano", também nos pré-adolescentes. Após este concurso, Gregory recebeu 54 propostas de diferentes agências e gerentes em Hollywood que queriam representá-la.
Ela conseguiu seu primeiro papel no cinema como a principal "Loosie Goosie" no indie Spork 2010, uma comédia musical que recebeu três prêmios em festivais de cinema, um prêmio CineKid e uma indicação ao British Film Institute. Nas telinhas, Gregory participou de Lab Rats (2012) e Kickin' It (2011), ambos da Disney, e emprestou sua voz para o show animado televisão Olivia (2009), baseado na série de livros das crianças populares. Oana Gregory estrela como a popular irmã de dezesseis anos de Wyatt, Amanda Bernstein, na "comédia de irmãos" do Disney XD, Crash & Bernstein (2012), transmitida em 21 países. Para o papel de Amanda, Gregory foi escolhida entre mais de 2.600 concorrentes que participaram do casting.

## Filmografia
| Ano       | Título                               | Papel            | Notas                     |
| --------- | ------------------------------------ | ---------------- | ------------------------- |
| 2009      | Olivia                               | Vozes adicionais | Atriz de voz; 26 episodes |
| 2011      | Spork                                | Loosie Goosie    | Filme; Papel principal    |
| 2012      | Lab Rats                             | Stephanie        | Papel recorrente          |
| 2012      | Kickin' It                           | Mika             | Papel recorrente          |
| 2012–2014 | Crash & Bernstein                    | Amanda Bernstein | Papel principal           |
| 2016–2018 | WTH: Welcome to Howler               | Lacey            | Papel recorrente          |
| 2018      | A Christmas Switch                   | Laurel Samson    | Filme televisivo          |
| 2019      | King Bachelor's Pad                  | Gertrude         | Papel recorrente          |
| 2020      | Cheat Codes: No Service in the Hills | Knifey           | Curta aparição            |